# Janusz Brzozowski (Handballspieler)
Janusz Pawel Brzozowski (* 29. Juni 1951 in Stettin) ist ein ehemaliger polnischer Handballspieler und Handballtrainer.

## Karriere
Janusz Brzozowski lernte das Handballspielen bei SKS Chrobry Stettin. 1967 wechselte der 1,73 m große Rechtsaußen zu Pogoń Stettin. 1976 erreichte er mit den Stettinern als beste Platzierung den dritten Rang der polnischen Meisterschaft. Nach 16 Jahren wechselte der langjährige Mannschaftskapitän zum finnischen Verein Sjundeå IF, mit dem er 1984, 1985 und 1986 den zweiten Platz der finnischen Meisterschaft belegte. In der Saison 1986/87 übernahm Brzozowski das Traineramt bei Pogoń Stettin und gewann den polnischen Pokal. Anschließend lief er als Spielertrainer für den französischen Klub FC Mulhouse in der zweiten französischen Liga auf. Ab 1990 trainierte er die Frauenmannschaft von Pogoń Stettin, mit der er 1992 den polnischen Pokal errang. Von 1997 bis 1999 betreute er SKS Paria Stettin, die 1995 von Pogoń ausgegliederte Handballabteilung.
Als Student der Höheren Pädagogischen Schule in Stettin gewann Brzozowski mit der polnischen Universitätsauswahl die Bronzemedaille bei der Studentenweltmeisterschaft 1975.
Mit der polnischen A-Nationalmannschaft erreichte er beim World Cup 1974 den zweiten Platz. Bei den Olympischen Spielen 1976 gewann die polnische Auswahl die Bronzemedaille. In Montreal warf er sieben Treffer in sechs Partien. Bei der Weltmeisterschaft 1978 kam das Team auf den sechsten Rang. Beim World Cup 1979 wurde Polen erneut Zweiter. Bei seinen zweiten Olympischen Spielen 1980 traf er achtmal in sechs Einsätzen und erreichte den siebten Platz. Bei der Weltmeisterschaft 1982 gewann er mit der Auswahl die Bronzemedaille. Bis 1982 bestritt er 162 Länderspiele, in denen er 300 Tore erzielte.